# Филиппо, Флориан
Флориа́н Филиппо́ (фр. Florian Philippot; род. 24 октября 1981[…], Круа) — французский политик, лидер партии «Патриоты» (с 2017 года).

## Биография
В 2002 году поддерживал кандидатуру Жана-Пьера Шевенмана в ходе президентских выборов во Франции. В 2005 году окончил Школу высшего коммерческого образования в Париже, в 2009 году — Национальную школу администрации.
В студенческие годы стал политическим активистом — в 2002 году осуждал манифестации против Жана-Мари Ле Пена между двумя турами президентских выборов, в 2005 году участвовал в кампании против принятия Конституции Евросоюза. В 2007 году занял должность государственного контролёра.
В 2011 году вступил в Национальный фронт. В 2012 году стал заместителем председателя партии, отвечая за политическую стратегию и связи с общественностью в период президентской кампании Марин Ле Пен.
В 2012 году потерпел поражение на выборах в Национальное собрание в 6-м избирательном округе департамента Мозель — во втором туре уступил социалисту Лорану Калиновски с результатом 46,3 % (действующий депутат от Союза за народное движение Пьер Ланг выбыл уже после первого тура).
В 2014 году избран в Европейский парламент от Восточного округа, а также депутатом муниципального совета Форбака.
В 2015 году избран депутатом регионального совета Гранд-Эст.
В январе 2016 года вышел из муниципального совета Форбака, пропустив более половины его заседаний.
В мае 2017 года инициировал учреждение под эгидой Национального фронта ассоциации «Патриоты» через неделю после поражения Марин Ле Пен во втором туре президентских выборов с целью защиты и распространения идей Ле Пен и коренного преобразования НФ в «новую политическую силу» (une nouvelle force politique). Филиппо возглавил объединение, кроме того были созданы должности троих заместителей председателя, которые заняли евродепутат Софи Монтель, комик Франк Ляперсон, который в феврале участвовал в предвыборной кампании НФ, и Максим Тьебо — заместитель директора аппарата Николя Дюпон-Эньяна в его партии «Вставай, Франция!» и лидер партийного списка ВФ! на региональных выборах 2015 года в Бургундии — Франш-Конте, где добился хороших для этой партии результатов.
18 июня 2017 года Филиппо потерпел поражение во втором туре парламентских выборов, вновь в 6-м округе Мозеля, получив 43,04 % голосов в противостоянии с кандидатом президентской партии Вперёд, Республика! Кристофом Араном (в первом туре победил с результатом 23,79 %).
21 сентября 2017 года объявил о выходе из Национального фронта по требованию Марин Ле Пен, увидевшей в факте учреждения ассоциации «Патриоты» возможность конфликта интересов ввиду возникновения двойной лояльности. Вслед за Филиппо о разрыве с партией объявила евродепутат Софи Монтель — ветеран НФ со стажем более 30 лет. За ними последовали также другие единомышленники из числа членов ассоциации.
29 сентября 2017 года в интервью телекомпании LCI объявил о планах преобразования ассоциации «Патриоты» в новую политическую партию, целью которой, по его словам, будет «привести патриотизм к власти».
Филиппо пытался баллотироваться на президентских выборах во Франции в 2022 году, но потерпел неудачу, получив только 1 спонсорскую поддержку из 500 действительных спонсорских предложений, необходимых для участия в голосовании.
30 октября 2022 года Флориан Филиппо обвинил страны НАТО в совершении диверсии на газопроводе «Северный поток». «У Швеции есть результаты расследования саботажа на газопроводах „Северный поток“, но она отказывается их обнародовать. Итак, мы знаем, что это не Россия, и мы также знаем, что это организовала держава (или державы) НАТО! Правда скоро выяснится!» — написал он в Twitter.